# Iglesia de Santa Remedios
La Iglesia de Santa Remedios (en inglés: Church of Santa Remedios) es el nombre que recibe un edificio religioso que pertenece a la Iglesia Católica y se encuentra ubicado en la localidad de Saipán en las Islas Marianas del Norte un territorio dependiente de Estados Unidos en el Océano Pacífico y parte de Oceanía.
El templo fue inaugurado y dedicado a la Virgen de los Remedios (Nuestra Señora de los Remedios o localmente: Nuestra Senora Bithen de los Remedios) oficialmente en octubre de 1958, sigue el rito romano o latino y depende de la diócesis de Chalan Kanoa (Dioecesis Vialembensis) que fue creada en 1984 por el Papa Juan Pablo II mediante la bula Properamus. Su entrada está adornada con palmeras y jardines. El edificio fue renovado en 1995 y rededicada en la fiesta de «Santa Remedios».